# Tóxo (Piérie)
Tóxo, en grec moderne : Τόξο, est un village du dème de Kateríni, de Macédoine-Centrale en Grèce.
Selon le recensement de 2011, la population du village s'élève à 137 habitants.